# Philippe Beorchia
Philippe Beorchia, né le 26 mai 1965 à Toulon, est un joueur français de basket-ball, évoluant au poste de meneur de jeu. Il est par la suite entraîneur de l'AS Monaco, puis directeur technique national au sein de la Fédération monégasque de basket-ball.

## Carrière de joueur
Philippe Beorchia a évolué principalement avec la JDA Dijon, la Chorale Roanne, l'ASVEL, Hyères-Toulon, et l'AS Monaco Basket.

## Clubs
- 1983-1988 / 1989-1992 :  JDA Dijon
- 1988-1989 / 1993-1994 : Chorale Roanne
- 1992-1993 : ASVEL
- 1994-1997 : Hyères-Toulon
- 1998-2001 : AS Monaco Basket

## Palmarès

### En club
- Vice champion de France : 1988 (Pro B Roanne), 1989 (Pro B Dijon), 2000 (Nm 2 Monaco)
- Champion de France : 2014 (Nm 1 Monaco), 2015 (Pro B Monaco)
- Meilleur passeur de Pro B (1995)
- Meilleur pourcentage à 3 points de Pro B (1995)

### Carrière d'entraîneur
- 2001-2003 : AS Monaco Basket (Nm2; Nm1)
- 2007-2008 : Cavigal de Nice (Ligue 2)
- 2008-2021 : AS Monaco Basket, Sélection nationale de Monaco U16F, U18F, Séniors F